# Rijnbrug bij Wesel
De Rijnbrug bij Wesel is een brug over de Rijn in Duitsland. Er zijn verschillende bruggen bij Wesel over de Rijn geweest. De meest recente brug is tussen 2005 en 2009 gebouwd en maakt deel uit van de Bundesstraße 58 tussen Wesel en het gehucht Büderich aan de westzijde van de Rijn. De brug is gelegen bij Kmr 814.

## Brug sinds 2009
De bouw van de nieuwe brug, de Niederrhein-Brücke Wesel, werd in 2005 gestart om de verkeersdrukte beter aan te kunnen. De totale lengte van de nieuwe tuibrug is 772 meter; de grootste overspanning 335 meter. De brug telt vier rijstroken en een apart fietspad.

## Rijnbrug (1950–2009)
In 1950 werd begonnen met de bouw van de vakwerkbrug die meer dan een halve eeuw in gebruik was. In 1953 werd deze brug met twee rijstroken geopend voor het verkeer. De brug wordt afgebroken na de opening van de nieuwe brug.

## Montgomery Bridge (1946–1950)
Na het opblazen van de Rheinbabenbrug werd een tijdelijke brug aangelegd en gebruikt totdat op 5 februari 1946 de Montgomery Bridge in gebruik werd genomen. De Montgomery Bridge was een zogenaamde Baileybrug.

## Rheinbabenbrücke (1917–1945)
De 'Rheinbabenbrücke' was de eerste brug over de Rijn bij Wesel, en werd op 27 juli 1917 in gebruik genomen. De brug had een lengte van 510 m en telde zes openingen. Op 10 maart 1945 werd de brug opgeblazen.